# Brian Delaney
Brian Delaney, es un batería estadounidense de rock y jazz, nacido en 1967, en San Luis, Misuri. 
Estudió en la Southwest Missouri State University, y la University of North Texas. Sus primeros trabajos profesionales fueron con grupos locales de jazz y, más tarde, grabó con artistas como Craig Dreyer. Su primer trabajo con un grupo reconocido, fue con la banda de jazz rock Blood, Sweat & Tears, con la que realizó la gira de 1998. En 2000 grabó con Dead Left, Natasha C. Coward y la Tracy Kash Band. En 2001 volvió con Blood, Sweat & Tears, para realizar la gira de ese año, aunque dejó nuevamente a la banda al finalizar la misma.
Grabó nuevamente con Dead Left (2003), y con Getaway Car (2004), antes de incorporarse ese mismo año a la renovada banda New York Dolls, donde coincidió con Steve Conte. Con New York Dolls ha grabado varios discos y permanece aún como batería titular, sin que ello le haya obstado para grabar con otros artistas, como Tamara Hey, Lucy Woodward o Joy Lippard.